# 天瑞站

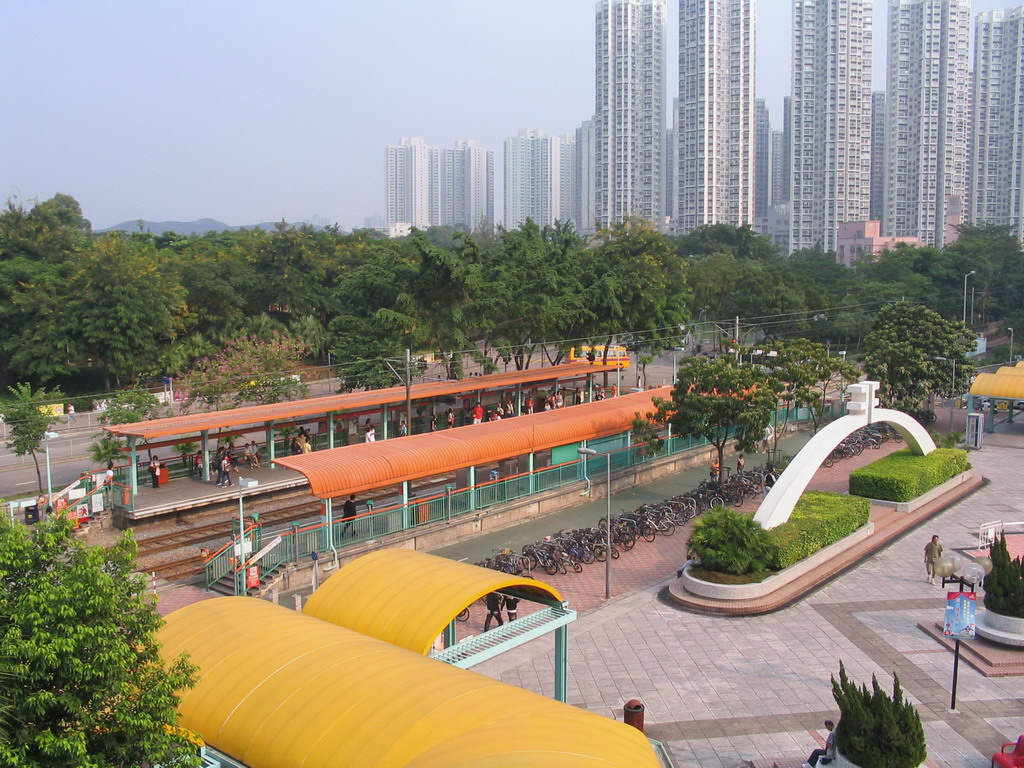
天瑞站外觀

天瑞站（英語：Tin Shui Stop）是港鐵輕鐵的一個車站。代號460，屬單程車票第4收費區（向天逸方向是最後一個屬單程車票第4收費區的車站）。該站位於天水圍天瑞路近天瑞邨旁，在天瑞商場對出，為天瑞及週邊地區居民提供服務，車站名稱來自附近的天瑞邨。

## 車站結構

### 車站樓層
| 地面              | 出口 | 天瑞商場、天瑞邨、巴士總站 |   |  |
| 地面              | 月台 | \| 側式 · 開左邊车门 \| \| \| \| \| \| \| \| 輕鐵706綫天水圍循環綫（頌富） 輕鐵720綫往天榮（翠湖） 輕鐵761P綫往天逸（頌富） \| 1 \| \| \| \| 2 \| 輕鐵705綫天水圍循環綫（樂湖） 輕鐵761P綫往元朗（樂湖） \| \| \| \| 側式 · 開左邊车门 \| \| \| \| \| |   |  |
| 地面              | 出口 | 天瑞路、天水圍公園 |   |  |
| 側式 · 開左邊车门 |      | |   |  |
|                   |      | 輕鐵706綫天水圍循環綫（頌富） 輕鐵720綫往天榮（翠湖） 輕鐵761P綫往天逸（頌富） | 1 |  |
|                   | 2    | 輕鐵705綫天水圍循環綫（樂湖） 輕鐵761P綫往元朗（樂湖） |   |  |
| 側式 · 開左邊车门 |      | |   |  |

## 車站周邊
- 天瑞邨
- 天愛苑
- 天水圍公園
- 天瑞體育館
- 天瑞商場
- 天瑞社區中心
- 天瑞青年空間
- 天瑞巴士總站
- 天瑞露天劇場
- 佳寶幼稚園
- 圓玄學院妙法寺內明陳呂重德紀念中學
- 樂善堂梁銶琚學校
- 明愛天水圍綜合家庭服務中心
- 香港中文大學校友會聯會張煊昌中學
- 東華三院姚達之紀念小學（元朗）

## 歷史
1993年天水圍首期支線通車時，本站是終點站，當時1號月台是落客月台，2號月台則作上客月台之用。列車落客後，會使用本站以北，近天壇街的迴圈調頭，此安排直至1995年3月25日止。
直至1995年3月26日天水圍支線延長至天水圍總站（現稱天榮站）之後，變成天水圍的其中一個中途車站。

## 外部連結
- 港鐵公司－輕鐵街道圖（页面存档备份，存于）
- 港鐵公司－輕鐵行車時間表（页面存档备份，存于）
- 香港鐵路大典上的相关条目：天瑞站